# Maxim (Name)
Maxim, Maksim oder Maksym (Максим) sind männliche Vornamen. Es sind unterschiedliche Transkriptionen der slawischen Form des lateinischen Maximus („der Größte“). Im deutschen Sprachumfeld ist der Name Maxim auch eine Kurzform von Maximilian. 
Die Verbreitung des Namens vor allem in den orthodox geprägten Völkern geht auf die einstige Popularität des byzantinischen Heiligen Maximus des Bekenners zurück.

## Namenstag
Mögliche Namenstage für Namensträger Maxim, Maksim oder Maksym sind der 21. Januar und der 13. August, beides Gedenktage von Maximus dem Bekenner.

## Namensträger

### Vorname

#### Variante Maxim
- Maxim (Musiker) (Maxim Richarz; * 1982), deutscher Musiker
- Maxim (Patriarch) (1914–2012), von 1971 bis 2012 Patriarch von Sofia

- Maxim Sergejewitsch Afinogenow (* 1979), russischer Eishockeyspieler
- Maxim Agné (* 1986), deutsch-österreichischer Schauspieler
- Maxim Beljajew (Eishockeyspieler) (* 1979), kasachischer Eishockeyspieler
- Maxim Alexandrowitsch Beljajew (* 1991), russischer Fußballspieler
- Maxim Sosontowitsch Beresowski (1745–1777), russischer Komponist
- Maxim Biller (* 1960), deutscher Schriftsteller
- Maxim Borodin (um 1985–2018), russischer Investigativjournalist
- Maxim Braun (* 1993), kasachischer Biathlet
- Maxim Dlugy (* 1966), US-amerikanischer Schachspieler
- Maxim Drüner (* 1984), als Maxim bekannter Rapper der Berliner Hip-Hop-Formation K.I.Z
- Maxim Fedin (* 1996), kasachischer Fußballspieler
- Maxim Galitzenstein (1886–1932), österreichischer Filmmanager und Filmproduzent beim deutschen Stummfilm
- Maxim Alexandrowitsch Galkin (* 1976), russischer Komiker, Moderator und Sänger
- Maxim Gorki (Alexei Maximowitsch Peschkow; 1868–1936), russischer Schriftsteller
- Maxim der Grieche (1470–1556), griechischer Mönch, Schriftsteller und Übersetzer
- Maxim Iglinski (* 1981), kasachischer Radrennfahrer
- Maxim Lwowitsch Konzewitsch (* 1964), russischer Mathematiker
- Maxim Kopf (1892–1958), österreichisch-US-amerikanischer Maler, Grafiker und Bildhauer aus Prag
- Maxim Lapierre (* 1985), kanadischer Eishockeyspieler
- Maxim Leo (* 1970), deutscher Journalist, Drehbuchautor und Schriftsteller
- Maxim Maximowitsch Litwinow (1876–1951), ehemaliger sowjetischer Außenminister
- Maxim Wassiljewitsch Lykow (* 1987), russischer Pokerspieler
- Maxim Wiktorowitsch Marinin (* 1977), russischer Eiskunstläufer
- Maxim Sergejewitsch Matlakow (* 1991), russischer Schachspieler
- Maxim Mehmet (* 1975), deutscher Schauspieler
- Maxim Noreau (* 1987), kanadischer Eishockeyspieler
- Maxim Odnodworzew (* 1980), kasachischer Skilangläufer
- Maxim Podoprigora (* 1978), österreichischer Schwimmer
- Maxim Schalles (* 1999), deutscher Handballspieler
- Maxim Stawiski (* 1977), bulgarischer Eiskunstläufer
- Maxim Vallentin (1904–1987), deutscher Schauspieler, Theaterregisseur, langjähriger Leiter des Berliner Maxim-Gorki-Theaters
- Maxim Vengerov (* 1974), russischer Geiger
- Maxim Wartenberg (* 1975), deutscher Komponist, Produzent, Autor, Sänger und Kinderliedermacher
- Maxim Zetkin (1883–1965), deutscher Politiker und Chirurg

Namensträgerin
- Maxim Roy (* 1972), kanadische Schauspielerin

#### Variante Maksim
- Maksim Anohhin (* 1995), estnischer Eishockeyspieler
- Maksim Bahdanowitsch (1891–1917), belarussischer Dichter, Schriftsteller, Übersetzer und Publizist
- Maksim Grechkin (* 1996), israelischer Fußballspieler mit ukrainischen Wurzeln
- Maksim Ivanov (* 1979), estnischer Eishockeyspieler
- Maksim Malenkih (* 1980), kirgisischer Sommerbiathlet
- Maksim Maljuzin (* 1988), belarussischer Eishockeytorwart
- Maksim Manukjan (* 1987), armenischer Ringer
- Maksim Medvedev (* 1989), aserbaidschanischer Fußballspieler
- Maksim Mrvica (* 1975), kroatischer Pianist
- Maksim Podholjuzin (* 1992), estnischer Fußballspieler
- Maksim Ramaschtschanka (* 1976), belarussischer Fußballspieler
- Maksim Samtschenko (* 1979), kasachischer Fußballspieler
- Maksim Schalmaghambetow (* 1983), kasachischer Fußballspieler
- Maksim Semjonov (* 1985), ehemaliger estnischer Eishockeyspieler
- Maksim Shatskix (* 1978), usbekischer Fußballspieler
- Maksim Tank (1912–1995), belarussischer Lyriker und Schriftsteller

#### Variante Maksym
- Maksym Butkewytsch (* 1977), ukrainischer Menschenrechtsaktivist und Journalist
- Maksym Jakowljew (* 1982), ukrainischer Politikwissenschaftler und Übersetzer
- Maksym Kawun (* 1978), ukrainischer Historiker, Kulturologe, Publizist und Heimatforscher
- Maksym Adam Kopiec (* 1971), polnischer römisch-katholischer Priester, Theologe
- Maksym Kovalenko (* 1982), ukrainischer Chemiker und Hochschullehrer
- Maksym Kowal (* 1992), ukrainischer Fußballtorwart
- Maksym Krypak (* 1995), ukrainischer Schwimmer
- Maksym Krywzow (1990–2024), ukrainischer Dichter
- Maksym Kwittschenko (* 1990), ukrainischer Eishockeyspieler
- Maksym Lewin (1981–2022), ukrainischer Fotograf und Dokumentarfilmer
- Maksym Masuryk (* 1983), ukrainischer Stabhochspringer
- Maksym Nikitin (* 1994), ukrainischer Eiskunstläufer (Eistanz)
- Maksym Pustoswonow (* 1987), ukrainischer Basketballspieler
- Maksym Radziwill (* 1988), aus Russland stammender kanadischer Mathematiker (Analytische Zahlentheorie)
- Maksym Rjabucha (* 1980), ukrainischer griechisch-katholischer Ordensgeistlicher, Erzbischöflicher Exarch von Donezk
- Maksym Rudenko (* 1979), ukrainischer Radrennfahrer
- Maksym Rylskyj (1895–1964), ukrainischer Dichter, Übersetzer, politischer Schriftsteller
- Maksym Schapowal – (1978–2017) ukrainischer Oberst
- Maksym Slawynskyj (1868–1945), ukrainischer Autor, Dichter, Übersetzer, Diplomat und Politiker

### Familienname
- Alexandru Maxim (* 1990), rumänischer Fußballspieler
- Daze Maxim (* 1977), polnischer Elektronik-Musiker
- Hiram Maxim (1840–1916), britischer Erfinder
- Hiram Percy Maxim (1869–1936), US-amerikanischer Erfinder
- Joey Maxim (1922–2001), US-amerikanischer Boxer
- Jonáš Jozef Maxim (* 1974), slowakischer Ordensgeistlicher, Erzbischof von Prešov

### Pseudonym
- MakSim (* 1983), russische Popsängerin
- Keith Palmer (auch: Maxim Reality; * 1967), MC/Sänger bei The Prodigy
- Attila Murat Aydın (auch: Mighty Maxim; 1970–2003), deutsch-türkischer Graffiti-Künstler und Rapper